# Zwierzęca miłość
Zwierzęca miłość (niem. Tierische Liebe) – austriacki film dokumentalny z 1996 roku w reżyserii Ulricha Seidla.

## Fabuła
Bohaterami filmu są zwykli, samotni ludzie, mieszkający w wielkim mieście, w Wiedniu. Opowiada o izolacji i rozpaczy, jako konsekwencji nowoczesnej urbanizacji. Film ukazuje serię smutnych losów ludzi, którzy są wyobcowani i pozbawieni więzi społecznych, stają się przywiązani do swoich towarzyszy zwierząt. Więź uczuciowa zwierzęcia i istoty ludzkiej może być czysta, pozbawiona ukrytych motywów. Miłość człowieka do stworzenia może natomiast przekroczyć granicę między przywiązaniem a wynaturzoną patologią. Reżyser ukazuje ludzi, którzy żyją ze swoimi zwierzętami w toksycznej symbiozie przypominającej życie z współmałżonkiem czy partnerem. Razem wymieniają czułości, śpią i jedzą. Ludzie, których psy, szczury, króliki i inne zwierzęta domowe służą jako partnerzy konwersacji, partnerzy życiowi obdarzani miłością jak i współlokatorzy. Niektóre zwierzęta domowe służą swoim panom, jako seksualni partnerzy, podczas gdy inne są świadkami scen erotycznych z udziałem ich właścicieli. Bohaterowie filmu pochodzą ze wszystkich warstw społecznych, zarówno właściciele wypielęgnowanych pudli jak i ludzie z marginesu społecznego żyjący w warunkach uwłaczający ludzkiej godności. Film jest zarówno groteskowy jak i smutny, ale jednocześnie oszałamiający. Trzeci film Ulricha Seidla wywołał skandal w Austrii i zebrał złe recenzje, ale za granicą stał się uznanym kultowym filmem. Jest postrzegany jako jeden z najbardziej niepokojących filmów w świecie Seidla. Podczas oglądania filmu Werner Herzog skomentował go:

Nigdy nie przyglądałem się piekłu z tak bliska.

Film jest zabroniony w Norwegii od 1997 roku. Wyświetlany był na wielu festiwalch, m.in.: Munich International Filmwoche, Kommunalkino Bremen, 25th Unabhängiges FilmFest Osnabrück, Kulturforum/Bucharest, Taipei Film House - Les spectacles du réel, Cineteca Nacional/Mexico,  Motovun FF, New Horizons IFF, Thessaloniki IFF, Indielisboa, Jenjou IFF/Seoul, Taipei FF, Deutsches Filminstitut, Toronto IF.

## Nagrody
- Potsdam FF 1996 – Best Documentary

## Obsada
- Ernst Schönmann
- Franz Dolesch
- Renée Felden
- Franz Holzschuh
- Peter Kristek
- Fritzi Schmied
- Herbert Scholz
- Gabi Tairi
- Christina Yildiz